# Telchinia penelope
Telchinia penelope is een vlinder uit de familie van de Nymphalidae. De wetenschappelijke naam van de soort is voor het eerst gepubliceerd in 1896 door Otto Staudinger.

## Verspreiding
De soort komt voor in de bossen van de lagergelegen berggebieden van Ghana, Togo, Benin, Nigeria, Kameroen, Gabon, Congo-Brazzaville, Congo-Kinshasa, Ethiopië, Oeganda, Kenia, Rwanda, Tanzania en Angola.

## Waardplanten
De rups leeft op Scepocarpus trinervis (Urticaceae).

## Ondersoorten
- Telchinia penelope penelope Staudinger, 1896 (Oost-Nigeria, Kameroen, Gabon, Congo-Brazzaville, Congo-Kinshasa, Ethiopië, Oeganda, Kenia, Rwanda, West-Tanzania en Angola)
  - = Acraea penelope vitrea (Eltringham, 1912)
- Telchinia penelope derubescens (Eltringham, 1912) (Ghana, Togo, Benin, Nigeria, Kameroen)
  - = Acraea penelope translucida (Eltringham, 1912)